# Fast Car
Pour les articles homonymes, voir Fast (homonymie).
Singles de Tracy Chapman
Talkin' 'Bout a Revolution
(1988)
Fast Car est une chanson écrite et enregistrée par l'autrice-compositrice-interprète américaine Tracy Chapman. Tirée de l'album Tracy Chapman, elle est lancée en single en avril 1988.
Son interprétation par Chapman au Concert hommage des 70 ans de Nelson Mandela l'a fait connaître et l'a probablement propulsée aux tops 10 américain et britannique.
En novembre 2023, Tracy Chapman devient la première personne noire à remporter la récompense « chanson de l'année » aux Country Music Association Awards avec la chanson Fast Car.

## Résumé
« You gotta make a decision,
leave tonight or live and die this way »
— Tracy Chapman, Fast Car

« Tu dois prendre une décision : partir ce soir ou bien vivre et mourir comme ça. »
— Fast Car
La chanson est un conte traitant de misère endémique (en). La narratrice raconte l'histoire de sa vie, difficile, qui a commencé par le divorce de sa mère et de son père sans emploi et alcoolique, ce qui l'amène à quitter l'école pour en prendre soin. Quittant par la suite sa ville natale avec son compagnon dans l'espoir d'une meilleure vie, le cycle recommence. Son compagnon est sans emploi et devient alcoolique, laissant la narratrice seule à la maison avec son enfant alors qu'il boit avec ses amis. Après avoir décroché un meilleur emploi, elle accepte sa vie telle qu'elle est. Elle demande à son compagnon de la quitter, de partir au volant de sa « voiture rapide » (fast car) et de continuer sa route.

## Classement
Rolling Stone classe la chanson au 165e rang des 500 plus grandes chansons de tous les temps. C'est la chanson écrite et composée par une femme classée la plus haute.
| 1988                        | Meilleure Position |
| --------------------------- | ------------------ |
| Canada RPM Top 100 Singles  | 1                  |
| Irish Singles Chart         | 1                  |
| Mega Top 50                 | 2                  |
| Swedish Singles Chart       | 9                  |
| UK Singles Chart            | 5                  |
| US Billboard Hot 100,       | 6                  |
| Singapore Get Ready! Top 20 | 2                  |
| 2007                        | Meilleure Position |
| UK Singles Chart            | 93                 |
| 2010                        | Meilleure Position |
| UK Singles Chart            | 57                 |
| 2011                        | Meilleure Position |
| UK Singles Chart            | 4                  |

## Reprises
La chanson a été reprise un grand nombre de fois, notamment par des groupes tels Boyce Avenue (Kina Grannis), R.E.M., The Flying Pickets, Swimming with Dolphins, Hundred Reasons, Xiu Xiu, Vertical Horizon, Even Nine, Darwin's Waiting Room, Jesse James, The Love Project, Amazing Transparent Man, Matchbox Twenty, MYMP, The Wilkinsons, Jonas Blue ainsi qu'en solo par des artistes tels Mutya Buena, Kristian Leontiou, Wayne Wonder, David Usher, Linda Pritchard, Christian Kane, Mark Wilkinson et Hitomi Yaida. En 2010, Kelly Clarkson et Daughtry reprennent la chanson en duo en concert.
La partie finale est parfois chantée « We gotta make a decision, leave tonight or live and die this way ».
En avril 2011, la chanson est interprétée en audition à l'émission Britain's Got Talent par Michael Collings,. Le mois suivant, la chanson atteindra la quatrième position au palmarès britannique.

### Reprise de Jonas Blue et Dakota
Singles de Jonas Blue
Perfect Strangers
(2016)
Fast Car est une reprise de Tracy Chapman par Jonas Blue featuring Dakota sorti en décembre 2015.

#### Classements
| Classement (2015-16)                    | Meilleure position |
| --------------------------------------- | ------------------ |
| Allemagne (Media Control AG)            | 2                  |
| Australie (ARIA)                        | 1                  |
| Autriche (Ö3 Austria Top 40)            | 3                  |
| Belgique (Flandre Ultratop 50 Singles)  | 3                  |
| Belgique (Wallonie Ultratop 50 Singles) | 7                  |
| Danemark (Tracklisten)                  | 6                  |
| Finlande (Suomen virallinen lista)      | 10                 |
| France (SNEP)                           | 14                 |
| Nouvelle-Zélande (RMNZ)                 | 2                  |
| Norvège (VG-lista)                      | 9                  |
| Pays-Bas (Nederlandse Top 40)           | 3                  |
| Royaume-Uni (UK Singles Chart)          | 2                  |
| Suède (Sverigetopplistan)               | 2                  |
| Suisse (Schweizer Hitparade)            | 4                  |

### Certifications
| Région                                                                                                 | Certification | Ventes/Streams |
| --- | ------------- | -------------- |
| Australie (ARIA)                                                                                       | 2 × Platine   | 140 000^       |
| Nouvelle-Zélande (RMNZ)                                                                                | Platine       | 15 000*        |
| Royaume-Uni (BPI)                                                                                      | Argent        | 200 000        |
| *Ventes selon la certification ^Mise en rayon selon la certification xNon précisé par la certification |               |                |